# Abraj Kudai
El Abraj Kudai es un hotel en La Meca, Arabia Saudita que actualmente se encuentra en construcción, tenía prevista su inauguración en 2017, sin embargo en 2015 por problemas de financiación la construcción se detuvo por un tiempo. Cuando esté completado será el mayor hotel del mundo, con una altura de 45 pisos, 10.000 habitaciones, 70 restaurantes, cuatro helipuertos y doce torres dispuestas en anillo que se erige sobre una superficie de 64 mil metros cuadrados. Cinco pisos estarán reservados para el uso exclusivo de la familia real saudí. Según Arabian Business, diez de las torres estarán clasificadas como hoteles de cuatro estrellas, mientras que las dos restantes estarán reservadas para clientela especial, y serán de cinco estrellas. El coste estimado del proyecto es de 3.500 millones de dólares estadounidenses, con una superficie total de aproximadamente 1,4 millones de metros cuadrados.
La firma londinense Areen Hospitality ha sido contratada para diseñar las habitaciones y el interior del hotel.

## Controversia
Como propietario del proyecto Abraj Kudai, el Ministerio de Finanzas del Reino de Arabia Saudita también es un cliente principal de The Saudi Binladin Group (SBL), una de las compañías de construcción más grandes del país. Las acciones del gobierno afectan directamente a la SBL y, por lo tanto, cuando los bajos precios del petróleo comenzaron a impulsar al gobierno a "cancelar o suspender proyectos y retrasar los pagos", la SBL también sufre. Exacerbando aún más la situación, según lo informado por Gulf Business, fue cuando una de las grúas de SBL cayó en la Gran Mezquita en La Meca, lo que provocó 107 muertes y se prohibió a la compañía "recibir por completo nuevos contratos estatales". En respuesta a su potencial colapso financiero.
Informes no confirmados en agosto de 2017 indicaron que se esperaba que los trabajos se reanudaran en el proyecto del hotel.